# Číčovské mŕtve rameno
Číčovské mŕtve rameno (słow. również: Číčovské mŕtve rameno Dunaja, lokalnie: Lion lub Lyon) – naturalny zbiornik wodny na Nizinie Naddunajskiej w południowo-zachodniej Słowacji, będący odciętym od głównego toku rzeki starorzeczem Dunaju.

## Położenie
Zbiornik leży na Wyspie Żytniej, ok. 2,5 km na zachód od wsi Číčov. Położony jest w granicach katastralnych wsi Kľúčovec w powiecie Dunajská Streda w kraju trnawskim i Číčov w powiecie Komárno w kraju nitrzańskim.

## Charakterystyka
Zbiornik posiada kształt sierpowaty, wygięty łukiem ku północy, co odpowiada istniejącemu tu dawniej zakolu Dunaju. Nie posiada bezpośredniej łączności z rzeką, a stabilizacja poziomu jego wód odbywa się dzięki kilku kanałom irygacyjnym (Lyonský kanál, kanál Vrbina - Medveďov, Čilizský kanál). Starorzecze powstało w latach 1830-1840, kiedy w celu ułatwienia żeglugi parowej na Dunaju odcięto je od nurtu sztucznym przekopem. Dzisiejszą formę zbiornik przyjął w roku 1899, na skutek gwałtownej zmiany koryta Dunaju. Lokalna nazwa zbiornika (Lyon lub Lion) wiąże się z francuskim żołnierzem, który osiedlił się nad nim po zakończeniu I wojny światowej.
Powierzchnia zbiornika wynosi 79,87 ha i formalnie może on być uważany za największe naturalne jezioro Słowacji. Jego średnia głębokość wynosi ok. 3 m, zaś głębokość maksymalna sięga 7,5 m. Strefę przybrzeżną stanowią rozległe trzcinowiska, a znaczna część tafli wodnej jest zarośnięta roślinnością pływającą. Brzegi zbiornika są porośnięte lasem, ale tereny wewnątrz łuku jeziora są wykorzystywane rolniczo.

## Ochrona przyrody
Ze względu na wysokie walory przyrodnicze jeziora cały zbiornik wraz z jego brzegami objęto w 1964 r. ochroną w rezerwacie przyrody Číčovské mŕtve rameno.